# Беріндей
Беріндей (рум. Berindei) — село у повіті Олт в Румунії. Входить до складу комуни Деняса.
Село розташоване на відстані 127 км на захід від Бухареста, 39 км на південний схід від Слатіни, 64 км на схід від Крайови.

## Населення
За даними перепису населення 2002 року у селі проживали 570 осіб, усі — румуни. Усі жителі села рідною мовою назвали румунську.